# Phyzelaphryne miriamae
Genre
Espèce
Statut de conservation UICN

 LC  : Préoccupation mineure
Phyzelaphryne miriamae, unique représentant du genre Phyzelaphryne, est une espèce d'amphibiens de la famille des Eleutherodactylidae.

## Répartition
Cette espèce est endémique du Brésil. Elle se rencontre dans le sud du bassin amazonien, dans les bassins des rivières Madeira, Juruá et Tapajós, entre 600 et 1 000 m d'altitude.

## Étymologie
Le nom du genre Phyzelaphryne vient du grec phyzelos, timide, et de phryne, crapaud, en référence à la difficulté de capture cet amphibien et l'espèce est nommée en l'honneur de Miriam Heyer, l'épouse de William Ronald Heyer.

## Publication originale
- Heyer, 1977 : Taxonomic notes on frogs from the Madeira and Purus rivers, Brasil. Papéis Avulsos de Zoologia, vol. 31 no 8, p. 141-162 (texte intégral).